# Prva B košarkaška liga (Jugoslavija)
Prva B savezna liga je bila liga drugog ranga u košarkaškom prvenstvu Jugoslavije. Osnocana je 1980. godine, kad je zamijenila Drugu saveznu ligu na mjestu drugog ranga. Liga je u sezonama od 1980./81. do 1983./84. igrana kao jedinstvena na cijelom području Jugoslavije, a od 1984./85. u dvije skupine - Zapad i Istok. Posljednja sezona lige je bila 1990./91., kada se ukida zbog raspada Jugoslavije i ratnih događanja. Posebnost Prve B lige je bila i u tome da su prvaci dobili pravo plasmana i u doigravanje za jugoslavenskog prvaka.

## Prvaci
| sezona.   | skupina | prvak                            |
| --------- | ------- | -------------------------------- |
| 1980./81. |         | Borac Čačak                      |
| 1981./82. |         | Jugoplastika Split               |
| 1982./83. |         | IMT Beograd                      |
| 1983./84. |         | Radnički Beograd                 |
| 1984./85. | Zapad   | Smelt Olimpija Ljubljana         |
| 1984./85. | Istok   | Rabotnički Skoplje               |
| 1985./86. | Zapad   | Sloboda Dita Tuzla               |
| 1985./86. | Istok   | MZT Skoplje                      |
| 1986./87. | Zapad   | Smelt Olimpija Ljubljana         |
| 1986./87. | Istok   | IMT Beograd                      |
| 1987./88. | Zapad   | Vojvodina Novi Sad               |
| 1987./88. | Istok   | Prvi Partizan Užice              |
| 1988./89. | Zapad   | Sloboda Dita Tuzla               |
| 1988./89. | Istok   | Zorka Šabac                      |
| 1989./90. | Zapad   | Šibenka (Šibenik)                |
| 1989./90. | Istok   | Budućnost (Titograd / Podgorica) |
| 1990./91. | Zapad   | Oveco Zagreb                     |
| 1990./91. | Istok   | Rabotnički Skoplje               |

## Poveznice i izvori
- Prvenstvo Jugoslavije u košarci
- Kup Jugoslavije u košarci
- kosmagazin.com, Sezona 1980-81: Ćosić u Kićinoj senci, pristupljeno 18. siječnja 2017.